# 2019-es FIFA-klubvilágbajnokság-döntő
A 2019-es FIFA-klubvilágbajnokság-döntőjét december 21-én játszotta a 2018–2019-es UEFA-bajnokok ligája győztese, az angol Liverpool és a 2019-es Copa Libertadores győztese, a brazil Flamengo a dohai Khalifa Nemzetközi Stadionban. Ez volt a FIFA klubvilágbajnokságának 16. döntője, a tornát a Nemzetközi Labdarúgó-szövetség hat kontinentális bajnoka és a házigazda országának bajnoka közt bonyolították le.
A két csapat korábban az Interkontinentális kupa 1981-es döntőjében már találkozott egymással, akkor a Flamengo nyert 3–0-ra.
A mérkőzést 1–0-ra Liverpool nyerte meg, megszerezve ezzel első klubvilágbajnoki győzelmét.

## A döntő résztvevői
| Csapat    | Konföderáció                     | Kvalifikáció módja                           | Döntős részvétel(ek) (Dőlt betűkkel a győztes év(ek)) |
| --------- | -------------------------------- | -------------------------------------------- | ----------------------------------------------------- |
| Liverpool | Európai Labdarúgó-szövetség      | A 2018–2019-es UEFA-bajnokok ligája győztese | IC: 2 (1981, 1984) FCWC: 1 (2005)                     |
| Flamengo  | Dél-amerikai Labdarúgó-szövetség | A 2019-es Copa Libertadores győztese         | IC: 1 (1981)                                          |

- 2017-ben a FIFA az Interkontinentális kupa győzteseit is hivatalosan klubvilágbajnoknak nyilvánította.[5]
- IC: Interkontinentális kupa (1960–2004)
- FCWC: FIFA-klubvilágbajnokság (2000, 2005–)

## A helyszín
A döntőre Katar fővárosában, Dohában, a Khalifa Nemzetközi Stadionban kerül sor. A stadion helyszíne volt korábban a 2011-es Ázsia-kupa több mérkőzésének, beleértve a döntőt is, illetve rendeznek itt mérkőzéseket a 2022-es világbajnokság során is. Eredetileg a torna egyik elődöntőjét, bronzmérkőzését és a döntőt is a Dohában a világbajnokságra épülő új, 45000-es Városi stadionban rendezték volna meg, azonban annak átadását 2020 elejére tolták a kivitelezők, így kapta meg a klubvilágbajnokság döntőjének rendezését a Khalifa Nemzetközi Stadion.

## Út a döntőbe
| Liverpool | Liverpool   | Team                            | Flamengo | Flamengo    |
| --------- | ----------- | ------------------------------- | -------- | ----------- |
| Ellenfél  | Végeredmény | 2019-es FIFA-klubvilágbajnokság | Ellenfél | Végeredmény |
| Monterrey | 2–1         | Elődöntő                        | el-Hilál | 3–1         |

### Liverpool
A Liverpool a a 2018–2019-es UEFA-bajnokok ligája győzteseként kvalifikálta magát a tornára. A BL 2019. június 1-jén rendezett döntőjében a Tottenham Hotspur csapatát győzték le 2–0-ra. A klub korábban a 2005-ös FIFA-klubvilágbajnokságon vett részt, ott a döntőben a brazil São Paulo ellen veszített 1–0-ra. A Liverpool a tornán való részvétel miatt az egyazon időpontban rendezett Ligakupa-negyeddöntőjükben a főként a klub ifjúsági játékosaira támaszkodó tartalékjaival állt ki és kapott ki 5–0-ra az Aston Villától.
Az elődöntőben a mexikói Monterrey volt Jürgen Klopp csapatának az ellenfele. Az angolok a 12. percben a Mohamed Szaláh passzából eredményes Naby Keïta góljával kerültek előnybe, azonban a Monterrey két perc elteltével egyenlíteni tudott Rogelio Funes Mori találatával. A Liverpoolnak több esélye volt újból megszerezni a vezetést, és a félidő után új formációra váltott, majd a csereként beálló Roberto Firmino végül a 91. percben megszerezte a győztes gólt Trent Alexander-Arnold passzából.

### Flamengo
A Flamengo a a 2019-es Copa Libertadores győzteseként jutott be a klubvilágbajnokság mezőnyébe. A dél-amerikai klubsorozat döntőjében Gabriel Barbosa utolsó percekben lőtt góljával győzték le az argentin River Plate csapatát.
Az elődöntőben a szaúdi el-Hilál volt a brazilok ellenfele. A Flamengo gyengén kezdte a találkozót, a 16. percben Bafétimbi Gomis majdnem megszerezte a vezetést az ázsiai Bajnokok Ligája győztesének, majd két perccel később az újabb lehetőségét már értékesítette az el-Hilál. A második félidő elején hamar egyenlített a Flamengo, Gabriel Barbosa és Bruno Henrique akciója végén Giorgian De Arrascaeta egalizált. Végül a Flamengo kétgólos győzelmet aratott, miután a találkozó utolsó harmadában egy szaúdi öngól mellett Bruno Henrique is kapuba talált. A mérkőzés végén az el-Hilálból André Carrillót durva szabálytalanság miatt kiállították.

## A mérkőzés

### Összefoglaló
| 2019. december 21. 20:30 (UTC+03:00) |

| Liverpool   | 1–0 (h. u.)       | Flamengo |
| ----------- | ----------------- | -------- |
| Firmino 99' | (0–0) Jegyzőkönyv |          |

| Khalifa Nemzetközi Stadion, Doha Nézőszám: 45416 Játékvezető: Abd ar-Rahmán el-Jászim (katari) |

| Liverpool | Flamengo |

| GK           | 1  | Alisson Becker          |       |        |
| RB           | 66 | Trent Alexander-Arnold  |       |        |
| CB           | 4  | Virgil van Dijk         |       |        |
| CB           | 12 | Joe Gomez               |       |        |
| LB           | 26 | Andrew Robertson        |       |        |
| CM           | 8  | Naby Keïta              |       | 100'   |
| CM           | 14 | Jordan Henderson (c)    |       |        |
| CM           | 15 | Alex Oxlade-Chamberlain |       | 75'    |
| RF           | 11 | Mohamed Szaláh          | 81'   | 120+1' |
| CF           | 9  | Roberto Firmino         | 100'  | 106'   |
| LF           | 10 | Sadio Mané              | 45+1' |        |
| Cserék:      |    |                         |       |        |
| GK           | 13 | Adrián                  |       |        |
| GK           | 22 | Andy Lonergan           |       |        |
| DF           | 51 | Ki-Jana Hoever          |       |        |
| DF           | 72 | Sepp van den Berg       |       |        |
| DF           | 76 | Neco Williams           |       |        |
| MF           | 5  | Georginio Wijnaldum     |       |        |
| MF           | 7  | James Milner            | 105'  | 100'   |
| MF           | 20 | Adam Lallana            |       | 75'    |
| MF           | 48 | Curtis Jones            |       |        |
| FW           | 23 | Xherdan Shaqiri         |       | 120+1' |
| FW           | 27 | Divock Origi            |       | 106'   |
| FW           | 67 | Harvey Elliott          |       |        |
| Menedzser:   |    |                         |       |        |
| Jürgen Klopp |    |                         |       |        |

| GK          | 1  | Diego Alves            |      |      |
| RB          | 13 | Rafinha                |      |      |
| CB          | 3  | Rodrigo Caio           |      |      |
| CB          | 4  | Pablo Marí             |      |      |
| LB          | 16 | Filipe Luís            |      |      |
| DM          | 14 | Giorgian De Arrascaeta |      | 77'  |
| CM          | 5  | Willian Arão           |      | 120' |
| CM          | 8  | Gerson                 |      | 102' |
| RM          | 7  | Everton Ribeiro (c)    |      | 82'  |
| LM          | 27 | Bruno Henrique         |      |      |
| CF          | 9  | Gabriel Barbosa        |      |      |
| Cserék:     |    |                        |      |      |
| GK          | 22 | Gabriel Batista        |      |      |
| GK          | 37 | César                  |      |      |
| DF          | 2  | Rodinei                |      |      |
| DF          | 6  | Renê                   |      |      |
| DF          | 26 | Matheus Thuler         |      |      |
| DF          | 44 | Rhodolfo               |      |      |
| MF          | 10 | Diego                  | 112' | 82'  |
| MF          | 19 | Reinier                |      |      |
| MF          | 25 | Robert Piris Da Motta  |      |      |
| MF          | 28 | Orlando Berrío         |      | 120' |
| FW          | 11 | Vitinho                | 90'  | 77'  |
| FW          | 29 | Lincoln                |      | 102' |
| Vezetőedző: |    |                        |      |      |
| Jorge Jesus |    |                        |      |      |

| A mérkőzés legjobbja: Roberto Firmino (Liverpool) Asszisztensek: Taleb Al-Marri (Katar) Saoud Al-Maqaleh (Katar) Negyedik játékvezető: Mustapha Ghorbal (Algéria) Tartalék játékvezető: Mokrane Gourari (Algéria) Videóbíró: Juan Martínez Munuera (Spanyolország) Videóbíró asszisztens: Esteban Ostojich (Uruguay) Kyle Atkins (USA) Bakary Gassama (Gambia) | Szabályok - 90 perc játékidő. - Döntetlen esetén 30 perc hosszabbítás. - Büntetőrúgások, ha ezt követően sem dől el a mérkőzés. - Tizenkét nevezhető cserejátékos. - Maximum három cserelehetőség, hosszabbítás esetén plusz egy engedélyezett csere. |

### Statisztika
| Statisztika        | Liverpool | Flamengo |
| ------------------ | --------- | -------- |
| Gól                | 1         | 0        |
| Összes lövés       | 18        | 14       |
| Kapura tartó lövés | 6         | 2        |
| Védés              | 2         | 5        |
| Labdabirtoklás     | 48%       | 52%      |
| Szögletrúgás       | 5         | 7        |
| Szabálytalanság    | 22        | 16       |
| Les                | 3         | 6        |
| Sárga lap          | 4         | 2        |
| Piros lap          | 0         | 0        |